# Аурея Парижская
Аурея Парижская (Сирия, ... — Париж, 666 год) — святая. День памяти в христианстве — 4 октября.
Святая Аурея (фр. Aurea), игуменья Парижская, была первой настоятельницей монастыря святого Марциала в Париже, основанного святым Элигием.

## Житие
После смерти своих родителей, Маврина и Квирии, святая Аурея посвятила себя молитве и  доброделанию. Прибыв в Париж, она поступила в женский монастырь Церковь святого Марциала, который затем стал монастырем святого Элигия, в то время расположенным вдоль нынешней улицы Брак (фр. rue Braque). Здесь она жила с 300 монахинями. Став настоятельницей, святая Аурея оставалась в этой должности в течение 33 лет. Она умерла во время эпидемии от чумы в 666 году вместе со 160 другими сестрами.

### После смерти
Тело со временем подвергалось различным эксгумациям и перемещениям: сначала оно было похоронено на старом приходском кладбище Сен-Поль-де-Шам, позже было помещено в саму кладбищенскую церковь; затем снова было перенесено и, наконец, помещено в церковь Сан-Марциале в его монастыре. Снова перенесенная в церковь Святого Павла, в 1421 году святая Аурея была возвращена в Сан-Марциале, ныне церковь святого Элигия. Наконец, во время Французской революции в 1792 году останки были изъяты и рассеяны. Сегодня сохранились лишь некоторые реликвии, хранящиеся в Нормандии и Париже, в часовне, расположенной на улице Рю-де-Рейи (rue de Reuilly).
Святая Аурея, наряду с Святой Геновефой, почитается одной из покровительниц Парижа.